# Максим Булига
Максим (Максиміліан) Булига (р. н. невід. — 1687) — шляхтич, наказний гетьман Правобережної України (1686–87), дипломат.
Походження та родовід невідомі. Член посольств гетьманів І.Виговського та Ю.Хмельницького до Москви та Варшави. 1658 присягнув польському королю як сотник Медведівської сотні Уманського полку і був прийнятий до шляхетського стану Речі Посполитої. 18(08) червня 1661 отримав королівський привілей на м. Гайсин. Також володів с. Бронки та частинами сіл Гаєвичі й Жолонь (нині с. Поліське, обидва Овруцького р-ну Житомирської обл.).
Згідно з «приповідним» листом коронного гетьмана С.-Я.Яблоновського від 26 (16) липня 1683, сформував козацький полк, на чолі якого брав активну участь у поході Яна III Собеського проти турецько-татарських військ до Угорщини і Словаччини, що відбувся після перемоги під Віднем. 1686 призначений наказним гетьманом від імені гетьмана Правобережної України А.Могили.